# Бушмакин, Алексей Петрович
Алексей Петрович Бушмакин (10 февраля [23 февраля] 1913 года — 1 мая 1964 года) — участник Великой Отечественной войны, командир мотострелкового батальона 16-й гвардейской механизированной бригады 6-го гвардейского механизированного корпуса, 4-й танковой армии, 1-го Украинского фронта, гвардии подполковник.

## Биография
Алексей Петрович Бушмакин родился в деревне Сергеевка Чернушинского района Пермской области. После окончания школы окончил техникум судоходного механизированного транспорта (по другим данным — лесотехнический техникум). Работал по специальности.
В 1932 году Алексей Петрович был призван Красную Армию. По собственному желанию направлен в пограничные войска НКВД СССР, окончил военную школу пограничных войск, затем военное училище. А. П. Бушмакин командовал взводом в 82-й мотострелковой дивизии Забайкальского военного округа. Первое боевое крещение получил в боях на реке Халхин-Гол в 1939 году. В 1939—1941 годах дивизия дислоцировалась на территории Монгольской Народной Республики (город Баян-Тумэн).
26 октября 1941 года 82-я мотострелковая дивизия переброшена на Западный фронт в состав 5-й армии, в дальнейшем преобразована в 3-ю гвардейскую мотострелковую дивизию, а 23 июня 1943 года обращена на формирование 6-го гвардейского механизированного корпуса.
Летом 1943 года в Курской битве возле города Болхов батальон А. П. Бушмакина одним из первых форсировал реку Орс и успешно действовал в глубине вражеской обороны, что оказало решающее влияние на выполнение боевой задачи всей бригады.
Весной 1944 года при освобождении Правобережной Украины батальон Алексея Петровича Бушмакина стремительно ворвался в глубину вражеской обороны, обойдя город Каменец-Подольск с востока, чем содействовал его освобождению.
Во время Львовско-Сандомирской операции батальон А. П. Бушмакина показал высокую боевую доблесть, особенно при закреплении сандомирского плацдарма, где им было уничтожено до 20 танков противника.
В январе 1945 года во время Висло-Одерской операции батальон А. П. Бушмакина нанёс врагу несколько сильных ударов, в частности под Кельце и Лодзью.

Указом Президиума Верховного Совета СССР от 10 апреля 1945 года за образцовое выполнение заданий командования и проявленные при этом мужество и героизм, гвардии майору Алексею Петровичу присвоено звание Героя Советского Союза.
В Берлинской операции с 16 апреля 1945 года батальон А. П. Бушмакина в составе 16-й гвардейской механизированной бригады участвует в окружении Берлина, затем в овладении городом Бранденбург и разгроме 12-й немецкой армии Венка.
В Пражской операции с 6 по 9 мая 1945 года А. П. Бушмакин, командуя батальоном, участвует в освобождении столицы Чехословакии — Праги. Особенно он отличился в бою в районе города Мост, где им было уничтожено до 20 вражеских орудий.
В 1949 году окончил Ленинградскую высшую офицерскую бронетанковую школу. С 1953 года подполковник Алексей Петрович Бушмакин — в запасе.
Женат. Жена — Бушмакина Фаина Ивановна, участник Великой Отечественной войны, медработник. Дети — 5 сыновей: Виталий, Алексей, Юрий, Александр и Вячеслав. Алексей Алексеевич также офицер Советской Армии.
Работал в леспромхозе, затем на предприятиях города Перми, в последние годы жизни руководил Пермским ДОСААФ. Умер 1 мая 1964 года. Похоронен на кладбище «Кислотные дачи» города Перми.

## Награды
- Медаль «Золотая Звезда» Героя Советского Союза (10.04.1945, № 6021)[1]
- Орден Ленина (10.04.1945)[1]
- Орден Красного Знамени (12.12.1941)[1]
- Орден Красного Знамени (19.05.1945)[1]
- Орден Богдана Хмельницкого 1 степени (07.10.1944)[1]
- Орден Суворова 3 степени (18.05.1944)[1]
- Орден Красной Звезды (15.08.1943)[1]
- Орден Красной Звезды (06.11.1947)[1]
- Медаль За боевые заслуги (03.11.1944)[1]
- Медаль Медаль «За оборону Москвы» (01.05.1944)[1]
- Медаль За победу над Германией в Великой Отечественной войне 1941–1945 гг. (09.05.1945)[1]
- Медаль Медаль «За освобождение Праги» (09.06.1945)[1]
- Медаль За взятие Берлина (09.06.1945)[1]

## Память
- Именем А. П. Бушмакина названа улица в Перми, в микрорайоне Кислотные Дачи, а на доме, где он жил, установлена мемориальная доска.
- Именем А. П. Бушмакина названа улица в городе Чернушке.
- Бюст А. П. Бушмакина в числе 12 Героев Советского Союза и 2 Полных Кавалеров Ордена Славы, жителей Чернушинского района, установлен на Аллее Славы, открытой 9 мая 2010 года в городе Чернушка.